# Американски пъстърви
Американските пъстърви (Oncorhynchus) са род актиноптери от семейство Пъстървови (Salmonidae).
Таксонът е описан за пръв път от Джордж Съкли през 1861 година.

## Видове
- Oncorhynchus apache – Аризонска пъстърва
- Oncorhynchus chrysogaster
- Oncorhynchus clarkii – Червеногърла сьомга
- Oncorhynchus gilae
- Oncorhynchus gorbuscha – Горбуша
- Oncorhynchus kawamurae
- Oncorhynchus keta – Куча сьомга
- Oncorhynchus kisutch – Сребриста сьомга
- Oncorhynchus masou – Японска сьомга
- Oncorhynchus mykiss – Дъгова пъстърва
- Oncorhynchus nerka – Червена сьомга
- Oncorhynchus tshawytscha – Кралска сьомга